# Bhuban
Bhuban är en ort i Indien.   Den ligger i distriktet Dhenkānāl och delstaten Odisha, i den östra delen av landet, 1 200 km sydost om huvudstaden New Delhi. Bhuban ligger 42 meter över havet och antalet invånare är 20 478.
Terrängen runt Bhuban är huvudsakligen platt, men åt sydväst är den kuperad. Runt Bhuban är det tätbefolkat, med 383 invånare per kvadratkilometer. Omgivningarna runt Bhuban är en mosaik av jordbruksmark och naturlig växtlighet.